# Chloroxylon swietenia
Chloroxylon swietenia, llamada comúnmente buruta, leño de raso o madero de Indias, es la única especie del género monotípico Chloroxylon de la familia Rutaceae. Es una especie tropical nativa del sur de India y Sri Lanka. 

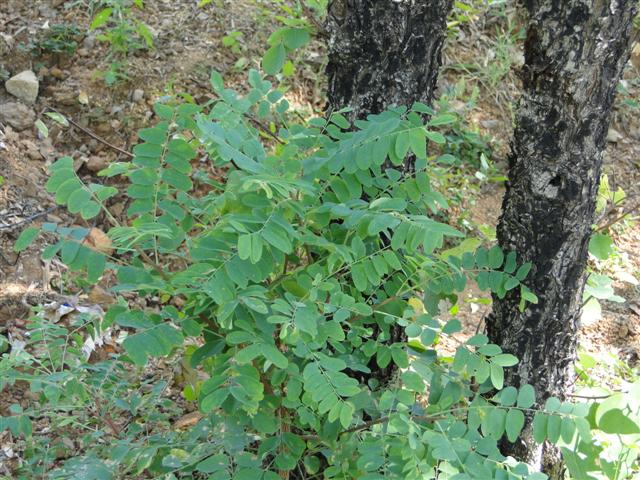
Detalle de la planta

## Descripción
Es un árbol caducifolio que alcanza los 15-20 m de altura con gruesa corteza de corcho fisurada y hojas pinnadas. Las flores son pequeñas de color blanco-crema y se producen en panículas. Es fruto es una cápsula oblonga con tres segmentos de 2.5-4.5 cm de longitud que contiene 1-4 semillas cada uno.

## Propiedades
Se usa como astringente, anodino e irritante. Se usa la corteza.

### Usos
La madera producida por el árbol es de color dorado con reflejos. Es usada para pequeños artículos de lujo y como barniz para muebles de madera.

## Taxonomía
Chloroxylon swietenia fue descrita por A. P. de Candolle y publicado en Prodromus Systematis Naturalis Regni Vegetabilis 1: 625. 1824.